# شون كومز
شون جون كومز (بالإنجليزية: Sean John Combs) والذي يعرف باسم بف دادي Puff Daddy هو مغني الراب ومنتج فني معروف لها. ولد عام 1969 في هارليم في نيويورك، الولايات المتحدة الأمريكية. أسس شركة Bad Boy Entertainment في عام 1993، اشتهر ديدي بصداقته لبيغي (Notorious B.I.G) الذي بدوره اشتهر بعدائه لتوباك، الذي أغتيل عام 1996، وقيل انه قتل على يد نوتوريوس Notorious B.I.G، الذي أغتيل هو الآخر عام 1997.
بف ديدي كان يصدر الكثير من الأغاني وقليل من الألبومات، فبف ديدي رجل غني لا يحتاج لكسب المال، فكما يقول، هو يغني لأجر كسب وقت رائع. غير اسم شهرتة ثلاث مرات بدأها بــ Puff Diddy ثم P.Diddy ثم Diddy ثم Diddy Dirty Money

## روابط
- موقع بف ديدي المفتوح
- موقع انتاجات باد بوي انترتينمينت

## روابط خارجية
- شون كومز على موقع IMDb (الإنجليزية)
- شون كومز على موقع ميتاكريتيك (الإنجليزية)
- شون كومز على موقع ميتاكريتيك (الإنجليزية)
- شون كومز على موقع ميتاكريتيك (الإنجليزية)
- شون كومز على موقع ميتاكريتيك (الإنجليزية)
- شون كومز على موقع الموسوعة البريطانية (الإنجليزية)
- شون كومز على موقع روتن توميتوز (الإنجليزية)
- شون كومز على موقع قاعدة بيانات الأفلام العربية
- شون كومز على موقع قاعدة بيانات الأفلام العربية
- شون كومز على موقع ألو سيني (الفرنسية)